# Sparkasse Wiesendangen
Die Sparkasse Wiesendangen war eine in Wiesendangen verankerte Schweizer Regionalbank. Sie wurde 1903 als Gemeindebank gegründet. Als eine der wenigen Schweizer Regionalbanken und Sparkassen war sie in der Form einer öffentlich-rechtlichen Anstalt organisiert. So wurde die Jahresrechnung von der Gemeindeversammlung genehmigt, und die Stimmbürger von Wiesendangen wählten die Mitglieder des Verwaltungsrates an der Urne.
Das Tätigkeitsgebiet der Sparkasse Wiesendangen lag traditionell im Retail Banking, im Hypothekargeschäft, in der Anlageberatung und im Bankgeschäft mit kleinen und mittleren Unternehmen. Die Bank beschäftigte zuletzt 7 Mitarbeiter und hatte per Ende 2009 eine Bilanzsumme von 162 Millionen Schweizer Franken.
Die Sparkasse Wiesendangen war als selbständige Regionalbank der RBA-Holding angeschlossen. Innerhalb der RBA-Gruppe gehörte sie zur Teilgruppierung der Clientis-Banken. Per Ende 2009 ist sie aus RBA und Clientis ausgetreten.
Mit Vertrag vom 16. April 2013 übertrug die Sparkasse ihr Bankgeschäft an die Acrevis Bank in St. Gallen. Die Gemeindevertretung der Gemeinde Wiesendangen stimmte dem Vertrag am 9. Juni 2013 zu. Seitdem befindet sich die öffentlich-rechtliche Anstalt in Liquidation. Der Liquidationserlös geht an die Gemeinde Wiesendangen.